# Beverly J. Silver
Beverly J. Silver (nascida em 1957) é uma socióloga do trabalho e desenvolvimento estadunidense, cuja obra foi traduzida em mais de doze línguas. Ela é professora de Sociologia na Universidade Johns Hopkins, em Baltimore, Maryland.

## Formação e carreira acadêmica
Silver cresceu em Detroit , durante um período intenso de luta de classes. Ela foi ativa no United Farm Workers Union e as campanhas de solidariedade com o Chile. Silver formou-se em economia no Barnard College e obteve seu doutorado na SUNY Binghamton, onde ela foi parte de Centro Fernand Braudel para o Estudo das Economias, Sistemas Históricos e Civilizações. Durante esse tempo, ela colaborou com vários estudiosos, incluindo Giovanni Arrighi, Immanuel Wallerstein e Terence Hopkins e contribuiu para o desenvolvimento da escola de análise de sistemas. 

## Publicações

### Livros
- Silver, Beverly J.; Forces of Labor: Workers' Movements and Globalization since 1870 (2003). (Ed. bras.: Forças do Trabalho, São Paulo, Boitempo, 2005.)
- Silver, Beverly J. & Arrighi, Giovanni; Chaos and Governance in the Modern World-System (1999).
- Silver, Beverly J., Arrighi, Giovanni e Dubofsky, Melvyn, editores; "Labor Unrest in the World-Economy, 1870-1990", special issue of Review (Fernand Braudel Center), vol. 18, no. 1, Winter, 1995, pages 1–206.

### Reconhecimento acadêmico
Força do Trabalho recebeu a maior premiação destinada a livros da Associação Americana de Sociologia, em 2005.